# 石渡徳一
石渡 德一（いしわた とくかず、1952年〈昭和27年〉11月3日 - ）は、日本の政治家。勲等は旭日双光章。元神奈川県鎌倉市長（2期）。

## 来歴・人物
神奈川県鎌倉市出身。鎌倉市立第一小学校、慶應義塾普通部、慶應義塾高等学校、慶應義塾大学経済学部卒業。
2001年、鎌倉市長選に立候補し、竹内謙市長の市政継承を訴えた元日本経済新聞記者の森野美徳ら4人を破り、初当選した。
2005年、元県議の渡辺光子ら2人を破り再選。
2007年2月7日、岡本2丁目マンション問題をめぐり、石渡に対する問責決議案が可決された。同決議案はその後も再び提出され、可決された。
2009年4月に行われた鎌倉市議会議員選挙に際し、石渡の後援会関係者が陣中見舞いとして候補者に現金を渡していたことが発覚。これを受け、6月25日、民主党鎌倉市議団、日本共産党鎌倉市議団など4会派が石渡に対する辞職勧告決議案を共同提出。同日の裁決の結果、賛成13、反対13、退席1の可否同数になり、赤松正議長（日本共産党）の裁決により可決された。辞職はせず、任期満了に伴い退任した。
2025年（令和7年）春の叙勲で旭日双光章を受章した。